# ワリー・モハメド・ワリー
ワリー・モハメド・ワリー（ダキニーとも、ウルドゥー語:ولی دکنی、Wali Mohammed Wali、1667年 - 1707年）は、インドマハーラーシュトラ州アウランガーバード出身の詩人。
1687年頃、ワリーが20歳の時にグジャラートのアフマダーバードに移住し、スーフィーの修行をしたとされる。
ウルドゥー文学初期の詩人で、1700年にペルシアの詩の要素を盛り込んだウルドゥー語の抒情詩であるガザルをデリーに持ち込み、詩作にウルドゥー語を広めた人物として名高い。
1707年にアフマダーバードで亡くなる。
生涯と作品には不明な点が多いが、旅行が好きだったとされ、詩のスタイルは主に美の賞賛で簡単な比喩などが使われている。